# Вельяминов, Николай Степанович
Николай Степанович Вельяминов (1780—1853) — генерал-лейтенант, герой войн против Наполеона, начальник штаба Отдельного Литовского корпуса.

## Биография
Родился 17 декабря 1780 года, сын подполковника в отставке и статского советника Степана Ефимовича Вельяминова.
Образование получил во 2-м кадетском корпусе. Определён на службу 4 декабря 1797 года подпоручиком в батальон генерал-майора Е. Мамонтова.
7 марта 1801 года переведён в 4-й артиллерийский полк и 27 августа того же года — в 8-й артиллерийский батальон. С 23 июня 1803 года служил в 6-м артиллерийском полку, где 13 июня 1804 года был назначен батальонным адъютантом. 25 августа 1806 года переведён в 9-ю артиллерийскую бригаду и 15 октября того же года назначен адъютантом к генерал-майору Сиверсу. Принимал участие в кампании против турок на Дунае и за отличие был награждён орденом св. Анны 3-й степени (впоследствии переименованного в 4-ю степень).
5 ноября 1807 года переведён в 22-ю артиллерийскую бригаду, 24 июня 1809 года назначен адъютантом военного министра и 25 февраля 1810 года зачислен в лейб-гвардии артиллерийский батальон. 19 апреля 1811 года произведён в капитаны.
С самого начала вторжения французов в пределы Российской империи Вельяминов находился в сражениях с неприятелем. После изгнания Наполеона находился в Заграничном походе. При осаде Торна исполнял дела траншей-майора и за отличие 3 апреля 1813 года был произведён в полковники. 11 июля был награждён орденом св. Георгия 4-й степени
За отличие в сражении с французами под Торном.
13 июня 1813 года назначен адъютантом к главнокомандующему 1-й Западной армией, с 1 октября был командиром 3-й артиллерийской бригады. 2 мая 1816 года возглавил 4-ю артиллерийскую бригаду.
16 июля 1817 года Вельяминов был назначен начальником артиллерии Отдельного Литовского корпуса. 6 апреля 1819 года произведён в генерал-майоры. 24 мая 1822 года назначен начальником штаба Отдельного Литовского корпуса и 22 сентября 1829 года получил чин генерал-лейтенанта.
В 1831 году Вельяминов в качестве начальника штаба 6-го пехотного корпуса участвовал в кампании против польских мятежников. Находился в сражениях при Добре, Окуневе, Вавре, Грохове, Дембе-Вельке, Калушине и под Седлецем.
3 мая 1831 года был назначен состоять по артиллерии. В 1834 и 1835 годах совершал командировки для инспектирования и подробного осмотра оружейных заводов в Сестрорецке и Туле. 26 сентября 1835 года назначен председателем комиссии для постройки нового оружейного завода в Туле.
11 февраля 1848 года Вельяминов был уволен от службы с мундиром и пенсией.
Скончался в Санкт-Петербурге 17 февраля 1853 года, похоронен на Волковом православном кладбище.
Его сыновья:
- Константин (1827—1887) — генерал-лейтенант, председатель Дирекции Санкт-Петербургского отделения Императорского Русского музыкального общества.
- Николай (1822—1892) — генерал от инфантерии, герой русско-турецкой войны 1877—1878 годов.
- Александр (1825—1868) — статский советник, полковник в отставке.

## Награды
Среди прочих наград Вельяминов имел российские ордена:
- Орден Святой Анны 4-й степени (1806 год)
- Орден Святого Владимира 4-й степени (1812 год)
- Орден Святого Владимира 3-й степени (1813 год)
- Орден Святой Анны 2-й степени (1813 год)
- Орден Святого Георгия 4-й степени (11 июля 1813 года, № 2610 по кавалерскому списку Григоровича — Степанова)
- Золотая шпага с надписью «За храбрость» (29 сентября 1813 года)
- Орден Святой Анны 1-й степени (1826 год, императорская корона к этому ордену пожалована 5 августа 1829 года)
- Орден Святого Владимира 2-й степени (6 августа 1830 года)
- Польский знак отличия за военное достоинство (Virtuti Militari) 2-й степени (1831 год)
- Знак отличия беспорочной службы за 40 лет (22 августа 1844 года)

Также он имел два иностранных ордена:
- Орден «Pour le Mérite» (1813 год) (Королевство Пруссия)
- Орден Военных заслуг Карла Фридриха командорский крест (1814 год) (Великое герцогство Баден)